# 阿皮亚卡斯
阿皮亚卡斯是巴西马托格罗索州的一个市镇。总面积20364.204平方公里，总人口7977人，人口密度0.4人/平方公里。